# Katowice
Katowice (tysk: Kattowitz; tjekkisk: Katovice; schlesisk: Katowicy) er en større by i den historiske region Øvre Schlesien i det sydlige Polen ved floderne Kłodnica og Rawa.
Katowice er hovedstad i voivodskabet śląskie (dansk: Schlesiske voivodskab) fra 1999 og var tidligere hovedstad for Katowice voivodskab. Den er hovedby i det Øvreschlesiske industriområde og storbyområdet Katowice. Katowice by har 279.200(2023) indbyggere med i alt 4.676.983 indbyggere i storbyområdet.

## Historie
Området omkring Katowice har været beboet af etniske schlesiere fra de første århundreder efter vor tidsregning. Det regeredes først af den polsk/schlesiske Piast-slægten, men kom senere under habsburgernes herredømme. Den ældste omtale af Katowice kommer fra 1598 fra dokumenterne fra den polske præst Kazimierski. I de foregående århundreder blev landsbyerne Dąb, Bogucice, Załęże og Podlesie (nu distrikter i Katowice) nævnt. Der var også en bosættelse her Kuźnica Bogucka.
Byen blomstrede på grund af store mineral- og kulforekomster i de nærliggende bjerge. Byens voldsomme vækst afhang af kulminedrift og stålindustri, som voksede meget i omfang under den industrielle revolution. I den senere tid er der på grund af økonomiske reformer sket et skifte væk fra tung industri og mod små og mellemstore virksomheder. Landsbyen udviklede sig markant i det 19. århundrede efter at have fået jernbaneforbindelser med Wrocław, Kraków, Warszawa, Wien og Berlin. Katowice fik bystatus i 1865 i en periode, hvor området styredes af Preussen. Den beboedes hovedsagelig af tyskere, polakker (inklusive schlesere) og jøder og blev en del af den Anden polske republik som følge af det Schlesiske oprør, der fandt sted i hele regionen mellem 1918 og 1921. Landet deltes bagefter af en allieret kommission, der overførte byen til den polske side og med omfattende selvbestemmelsesret.
I perioden 1953-1956 var byens navn ændret til Stalinogród – "Stalin By" af det polske kommunistparti.
Alvorlige økologiske skader på miljøet optrådte i tiden efter 2. verdenskrig, men nylige ændringer i bestemmelser og procedurer har udbedret en hel del af disse skader.

## Bydele
| I. City - 1. Śródmieście - 2. Koszutka - 3. Bogucice - 4. Osiedle Paderewskiego - Muchowiec II. Nordbyen - 5. Załęże - 6. Osiedle Witosa - 7. Osiedle Tysiąclecia - 8. Dąb - 9. Wełnowiec - Józefowiec | III. Vestbyen - 10. Ligota - Panewniki - 11. Brynów - Osiedle Zgrzebnioka - 12. Brynów - Załęska Hałda IV. Østbyen - 13. Zawodzie - 14. Dąbrówka Mała - 15. Szopienice - Burowiec - 16. Janów - Nikiszowiec - 17. Giszowiec | V. Sydbyen - 18. Murcki - 19. Piotrowice - Ochojec - 20. Zarzecze - 21. Kostuchna - 22. Podlesie |

## Kultur og fritid

### Teatre
- Schlesiens teater (Teatr Śląski im. Stanisława Wyspiańskiego)
- Teateret Ateneum (Teatr Ateneum)
- Teateret Korez (Teatr Korez)
- Teateret Cogitatur (Teatr Cogitatur)
- Teater-biografen Rialto (Kinoteatr Rialto)

### Musik
- Schlesiens Filharmonikere (Filharmonia Śląska)
- (Estrada Śląska)
- Scena GuGalander
- Narodowa Orkiestra Symfoniczna Polskiego Radia

### Biografer
- IMAX
- Cinema City – Punkt rozrywki 44
- Cinema City – Schlesien Stad Centrual
- Helios Cinema Center (Centrum Filmowe Helios)
- Cosmos Cinema (Kino Kosmos)
- Światowid Cinema (Kino Światowid)
- Teater-biografen Rialto (Kinoteatr Rialto)

### Museer
- Schlesiens museum (Muzeum Śląskie)
- Katowices historiske museum (Muzeum Historii Katowic)
- Muzeum Archidiecezjalne
- Muzeum Misyjne OO. Franciszkanów
- Muzeum Biograficzne P. Stellera
- Muzeum Prawa i Prawników Polskich
- Muzeum Najmniejszych Książek Świata Zygmunta Szkocnego
- Izba Śląska
- Centrum Scenografii Polskiej
- Śląskie Centrum Dziedzictwa Kulturowego

### Medier
- TVP 3 Katowice
- TVN24 – afdeling Katowice (TVN24 – oddział Katowice)
- Radio Katowice
- Radio Flash
- Radio Roxy FM
- Radio Planeta
- Dziennik Zachodni
- Gazeta Wyborcza – afdeling Katowice
- Fakt (gazeta) – oddział Katowice
- Echo Miasta
- Metro (gazeta) Katowice
- Nowy Przegląd Katowicki

### Festivaler og tilbagevendende begivenheder
- Rawa Blues Festiwal – Spodek
- Metalmania – Spodek
- Mayday – Spodek
- Międzynarodowy Konkurs Dyrygentów im. G. Fitelberga
- Międzynarodowy Festiwal Orkiestr Wojskowych
- Międzynarodowa Wystawa Grafiki "Intergrafia"
- Ogólnopolski Festiwal Sztuki Reżyserskiej "Interpretacje"
- Ars Cameralis Silesiae Superioris (Górnośląski Festiwal Sztuki Kameralnej)

### Gallerier
- Galeria Sztuki Współczesnej BWA Al. Korfantego 6
- Galeria Sztuki Współczesnej Parnas ul. Kochanowskiego 10
- Galeria Sztuki Atelier 2 ul. Batorego 2
- Galeria Związku Polskich Artystów Plastyków ul. Dworcowa 13
- Galeria Architektury SARP ul. Dyrekcyjna 9
- Galeria Art-Deco pl. Andrzeja 4
- Galeria Fra Angelico ul. Jordana 39
- Galeria Akwarela ul. Mikołowska 26
- Galeria Marmurowa ul. Mikołowska 26
- Galeria Piętro Wyżej
- Galeria Sektor I
- Galeria Szyb Wilson

### Parker og torve mv.
- Schlesiske Centralpark – Wojewódzki Park Kultury i Wypoczynku
- Tadeusz Kościuszko Park (Park im. Tadeusza Kościuszki)
- Zadole Park (Ligota - Panewniki)
- Bolina Park (Janów - Nikiszowiec)
- Janina-Barbara Park (Giszowiec)
- Olympiadedeltagernes park (Park Olimpijczyków) (Szopienice)
- Katowices skovpark (Katowicki Park Leśny)
- Murckowska Valley (Murcki)
- Ośrodek Wodno-Rekreacyjny Kleofas (Osiedle Tysiąclecia)
- Dalen med de tre søer (Dolina Trzech Stawów) (Osiedle Paderewskiego - Muchowiec)
- Søer: Borki, Morawa and Hubertus (Szopienice)
- Wolność Plads (Plac Wolności) (Śródmieście)
- Andrzej Plads (Plac Andrzeja) (Śródmieście)
- Miarka Plads (Plac Miarki) (Śródmieście)
- Europarådets Plads (Plac Rady Europy) ((Osiedle Paderewskiego - Muchowiec)
- Alfred Plads (Plac Alfreda) (Wełnowiec)
- A. Budniok Plads (Plac A. Brudnioka) (Koszutka)
- J. Londzin Plads (Plac J. Londzina) (Załęże)
- A. Hlond Plads (Plac A. Hlonda) (Śródmieście)

### Turisme
Katowices centrum har mange bygninger i Art Nouveau-stil (Secesja), mens dens forstæder er domineret af boligblokke i den østeuropæiske, kommunistiske byggestil. 
- Katowice Rynek – er byens gamle centrum og markedsplads. Desværre blev mange gamle bygninger nedrevet i 1950'erne for at gøre plads for nye bygninger i kommuniststisk stil. Disses design anses i dag for at være grimt, og der er planer om at nedrive dem og bygge et nyt centrum. Adskillige gader omkring Rynek og også selve Rynek er nu lukket for trafik og ændret til indkøbsområder og gågader.
- Katowice Katedralen
- Katowices rondo – er det store bytorv med rundkørsel som er under anlæggelse.
- Det Schlesiske Oprørsmonument (polsk: Pomnik Powstańców Śląskich), som står tæt ved rondoen, er et stort monument til minde om det schlesiske oprør i begyndelsen af 1920'erne.
- Spodek er en stor sportsarena/koncerthal, hvis navn betyder 'tallerkenen'. Navnet har den fået fra dens bemærkelsesværdige form, der minder om en UFO - flyvende tallerken.
- Dworzec Główny Katowice – Katowices hovedbanegård er en stor, markant bygning fra tiden efter 2. verdenskrig, beliggende nær rynek. Der er planer om at nedrive den og genopbygge den i ny stil efter at rekonstruktionen af rondo og rynek er gennemført.

## Uddannelse
1. University of Silesia (Uniwersytet Śląski w Katowicach)
2. Katowice Academy of Economics (Akademia Ekonomiczna w Katowicach)
3. Katowice Academy of Music (Akademia Muzyczna w Katowicach)
4. Katowice Academy of Sports (Akademia WF w Katowicach)
5. Silesian Medical Academy (Śląska Akademia Medyczna)
6. Katowice Academy of Arts (Akademia Sztuk Pięknych w Katowicach)
7. Cracow Academy of Arts (Akademia Sztuk Pięknych w Krakowie) – filia
8. Silesian Technical University – Faculty of Materials Science and Metallurgy and Faculty of Transport
9. Polish Academy of Sciences (Polska Akademia Nauk), oddział
10. Śląska Wyższa Szkoła Informatyki w Katowicach
11. Śląska Wyższa Szkoła Zarządzania w Katowicach
12. Górnośląska Wyższa Szkoła Handlowa w Katowicach
13. Wyższa Szkoła Bankowości i Finansów w Katowicach
14. Wyższa Szkoła Humanistyczna w Katowicach
15. Wyższa Szkoła Humanistyczno-Ekonomiczna w Łodzi – wydział
16. Wyższa Szkoła Pedagogiczna TWP w Warszawie, Instytut Pedagogiki
17. Wyższa Szkoła Techniczna w Katowicach
18. Wyższa Szkoła Technologii Informatycznych w Katowicach
19. Wyższa Szkoła Umiejętności Społecznych w Poznaniu – wydział
20. Wyższa Szkoła Zarządzania Marketingowego i Języków Obcych w Katowicach
21. Wyższa Szkoła Zarządzania Ochroną Pracy w Katowicach
22. Wyższe Seminarium Duchowne oo. Franciszkanów w Katowicach
23. Prywatne Nauczycielskie Kolegium Języków Obcych w Bielsku-Białej – wydział
24. Prywatne Nauczycielskie Kolegium Języków Obcych w Katowicach

Desuden findes:
- omkring 80 skoler for videregående uddannelser
- omkring 35 gymnasier
- omkring 55 folkeskoler
- omkring 50 biblioteker, inklusive det Schlesiske Bibliotek

## Sport
- GKS Katowice – fodbold (herrer), (vinder af Polens pokalturnering: 1986, 1991, 1993; Polens Supercup: 1991, 1995; 1. division i sæsonerne 2003/2004 og 2004/2005 ). Ishockeymesterskab :1958,1960,1962 Gòrnik Katowice / GKS 1965,1968,1970.
- AZS AWF Katowice – håndbold (kvinder): Holdet fik en sidsteplads i den polske 1. division i sæsonen 2003/2004 og spillede i 2. division i 2004/2005.
- KS Rozwój Katowice – fodboldklub
- MK Katowice – fodboldklub
- Kolejarz Katowice – fodboldklub
- Podlesianka Katowice – fodboldklub
- AZS US Katowice – forskellige sportsgrene
- Naprzód Janów Katowice – hockeyklub
- HKS Szopienice – forskellige sportsgrene
- Hétman Katowice – fodboldklub
- Hétman Szopienice – skakklub
- MAKS Murcki Katowice – ishockey- og basketballklub
- Sparta Katowice – różne dyscypliny
- HC GKS Katowice – hockeyklub
- AWF Mickiewicz Katowice – basketballklub

Katowice var en af værtsbyerne i Europamesterskabet i basketball 1999 for kvinder, Europamesterskabet i basketball 2009 for mænd, Europamesterskabet i volleyball 2009 for kvinder, Europamesterskabet i basketball 2011 for kvinder, Verdensmesterskab i volleyball 2014 for mænd, Europamesterskabet i håndbold 2016 for mænd og Europamesterskabet i volleyball 2017 for mænd.

## Personer fra Katowice
- Hans Bellmer, surrealistisk fotograf
- Henryk M. Broder, journalist
- Maria Goeppert-Mayer
- Kurt Goldstein, neurolog
- Jerzy Kukuczka
- Kazimierz Kutz
- Franz Leopold Neumann
- Hans Sachs
- Alexander Ulfig